# Raionul Dubno (pre-2020), Rivne
Dubno (în ucraineană Дубенський район, transliterat: Dubenskîi raion) este un raion în regiunea Rivne, Ucraina. Reședința sa este orașul regional Dubno, care nu aparține raionului.

## Demografie
Componența lingvistică a raionului Dubno
     Ucraineană (99,19%)
     Alte limbi (0,74%)
Conform recensământului din 2001, majoritatea populației raionului Dubno era vorbitoare de ucraineană (99,19%), existând în minoritate și vorbitori de alte limbi.